# Смит, Сильвия
Сильвия Смит (нидерл. Sylvia Smit; род. 4 июля 1986, Стадсканал, Гронинген) — нидерландская футболистка. Участница двух чемпионатов Европы (2009 и 2013). В 2009 году в составе сборной стала бронзовым призёром чемпионата Европы.

## Карьера

### Клубная

#### Молодёжные команды
Сильвия в детстве любила играть в футбол со своим братом, что и повлияло на её выбор профессии. Она начала профессиональную футбольную подготовку в футбольной школе города Мюсселканал и играла в команде СЕТА. Следующим клубом стал «Стадсканал», в котором к девушке многие относились с неприязнью, не понимая её увлечение футболом. Вскоре Сильвия вернулась обратно в СЕТУ, играя за женскую команду, однако Королевская футбольная ассоциация убедила Смит вернуться в «Стадсканал». Игра девушки помогла команде выйти в лигу B1.

#### Профессиональные команды
Первым профессиональным клубом Сильвии стал клуб «Оранье Нассау» из города Гронинген, попасть в который девушке снова помогла Королевская футбольная ассоциация Нидерландов. Однако там играли в основном любители, что затрудняло работу Сильвии. Она решила после сезона 2004—2005 сменить команду. К тому времени, однако, Смит уже успела завоевать свою первую награду: Кубок Нидерландов по футболу среди женщин 2004—2005. В финале Кубка «Оранье» взял верх над «Би Куик’28» из Зволле, выиграв со счётом 5:0.
По иронии судьбы, следующей командой и оказалась та самая «Би Куик’28». Сильвия сыграла там два сезона, забив в общей сложности 46 голов. Во втором сезоне она была признана лучшим бомбардиром турнира, забив 29 мячей в 22 играх. Тренер команды Мари Кок-Вильгельмсен стала её первой профессиональной наставницей. После ухода из «Би Куик’28» Сильвия получила предложения из «Херенвена» и «Твенте», предпочтя последний клуб. После мощного старта (в 6 играх 4 мяча) в игре наметился спад, и девушка завершила сезон с 10 мячами в 20 играх и пятым местом в чемпионате. Однако этот спад был компенсирован победой в Кубке Нидерландов: в финале «Твенте» выиграл со счётом 3:1, а Сильвия реализовала в конце игры пенальти. После победы в Кубке девушка покинула команду.
С 2008 по 2011 годы Сильвия играла в составе «Херенвена». В первой же игре против своего бывшего клуба «Твенте» Сильвия отметилась двумя голами и голевой передачей, добившись победы со счётом 3:0. Она стала по итогам сезона 2008—2009 лучшим бомбардиром с 14 мячами, однако этого хватило только для итогового 6-го места в чемпионате. В следующем сезоне в 20 играх Сильвия забила 11 мячей и снова стала лучшим бомбардиром, а команда на этот раз заняла пятое место, обогнав только по дополнительным показателям «Утрехт». За всю профессиональную карьеру не получила не одной красной карточки.
С 2011 года представляет «Цволле».

### В сборной
Дебютировала 6 августа 2004 в матче против команды Японии, отыграв 45 минут. Участвовала в женском чемпионате Европы 2009, дойдя до полуфинала. В матче против Дании забила свой первый гол, однако играла не так ярко ввиду последствий травмы. В четвертьфинальной игре против Франции в серии пенальти реализовала свой 11-метровый удар, а команда вышла в полуфинал, где в овертайме уступила англичанкам. С 6 забитыми мячами в отборочном турнире к чемпионату мира 2011 стала лучшим бомбардиром в отборе и вошла в пятёрку лучших бомбардиров женской сборной.

## Титулы
- Обладательница Кубка Нидерландов: 2005 и 2008
- Приз честной игры: 2005
- Лучший бомбардир Хоофдклассе: 2007
- Лучший бомбардир Эредивизие: 2009, 2010